# El Chilar, Querétaro Arteaga
El Chilar är en ort i Mexiko.   Den ligger i kommunen Cadereyta de Montes och delstaten Querétaro Arteaga, i den sydöstra delen av landet, 140 km norr om huvudstaden Mexico City. El Chilar ligger 1 672 meter över havet och antalet invånare är 207.
Terrängen runt El Chilar är kuperad åt nordväst, men åt sydost är den platt. El Chilar ligger nere i en dal. Runt El Chilar är det ganska tätbefolkat, med 60 invånare per kvadratkilometer. Närmaste större samhälle är Cadereyta de Montes, 17,5 km nordväst om El Chilar. Trakten runt El Chilar består i huvudsak av gräsmarker.